# Tit Albuci
Tit Albuci (llatí: Titus Albucius) va ser un magistrat romà que va estudiar i va viure a Atenes al final del segle ii aC. Va pertànyer a l'escola epicúria i va deixar alguns escrits.
Tenia un gran coneixement de la literatura i la filosofia greges, i Ciceró diu d'ell que era gairebé un grec. A causa de la seva preferència pels temes grecs va ser satiritzat per Lucili, i Ciceró va conservar el text. Ciceró l'acusava de ser un home lleuger.
Va ser qüestor a una província i va acusar, però sense èxit a l'àugur Quint Muci Escèvola de mala administració (repetundae). L'any 105 aC va ser pretor a Sardenya i després d'una victòria insignificant sobre un grup de bandolers va celebrar un triomf a l'illa. Va retornar a Roma i va demanar al senat l'honor d'una supplicatio que el senat va refusar.
L'any 103 aC Gai Juli Cèsar el va acusar de Repetundae a la seva província i Albuci va ser condemnat. Gneu Pompeu Estrabó, volia portar l'acusació, però va haver de deixar el camí a Cèsar perquè havia estat qüestor d'Albuci. Després de la seva condemna es va retirar a Atenes on va seguir amb l'estudi de la filosofia. Va escriure alguns discursos que Ciceró havia llegit. Varró parla d'unes sàtires escrites per un Luci Albuci, fetes a imitació de Lucili, que probablement es refereix a Tit Albuci.